# Aeroportul Kokoda
Aeroportul Kokoda (IATA: KKD, ICAO: AYKO) este un aeroport din Kokoda⁠(d), Sohe District⁠(d), Provincia Oro⁠(d), Papua Noua Guinee.
Situat la o altitudine de 3 m, aeroportul dispune de o singură pistă.